# Horodok (oblast' di Leopoli)
Horodok (in ucraino Городок?; in polacco Grodek, dal 1906 Gródek Jagielloński) è una città  dell'Ucraina (16 085 abitanti) situata nel distretto di Leopoli, nell'oblast' di Leopoli. Ospita l'amministrazione della comunità territoriale di Horodok, una delle comunità territoriali dell'Ucraina.
Fino al 18 luglio 2020 Horodok apparteneva al distretto di Horodok, abolito come parte della riforma amministrativa dell'Ucraina, che ha ridotto a sette il numero dei distretti dell'oblast' di Leopoli. L'area del distretto di Horodok è stata fusa nel distretto di Leopoli.
Si trova sul fiume Vereščycja, che poi affluisce nel fiume Dnestr, a circa 25 km dalla città capoluogo di regione Leopoli.

## Infrastrutture e trasporti
La città è collegata attraverso l'autostrada internazionale M11.